# Tympanometrie

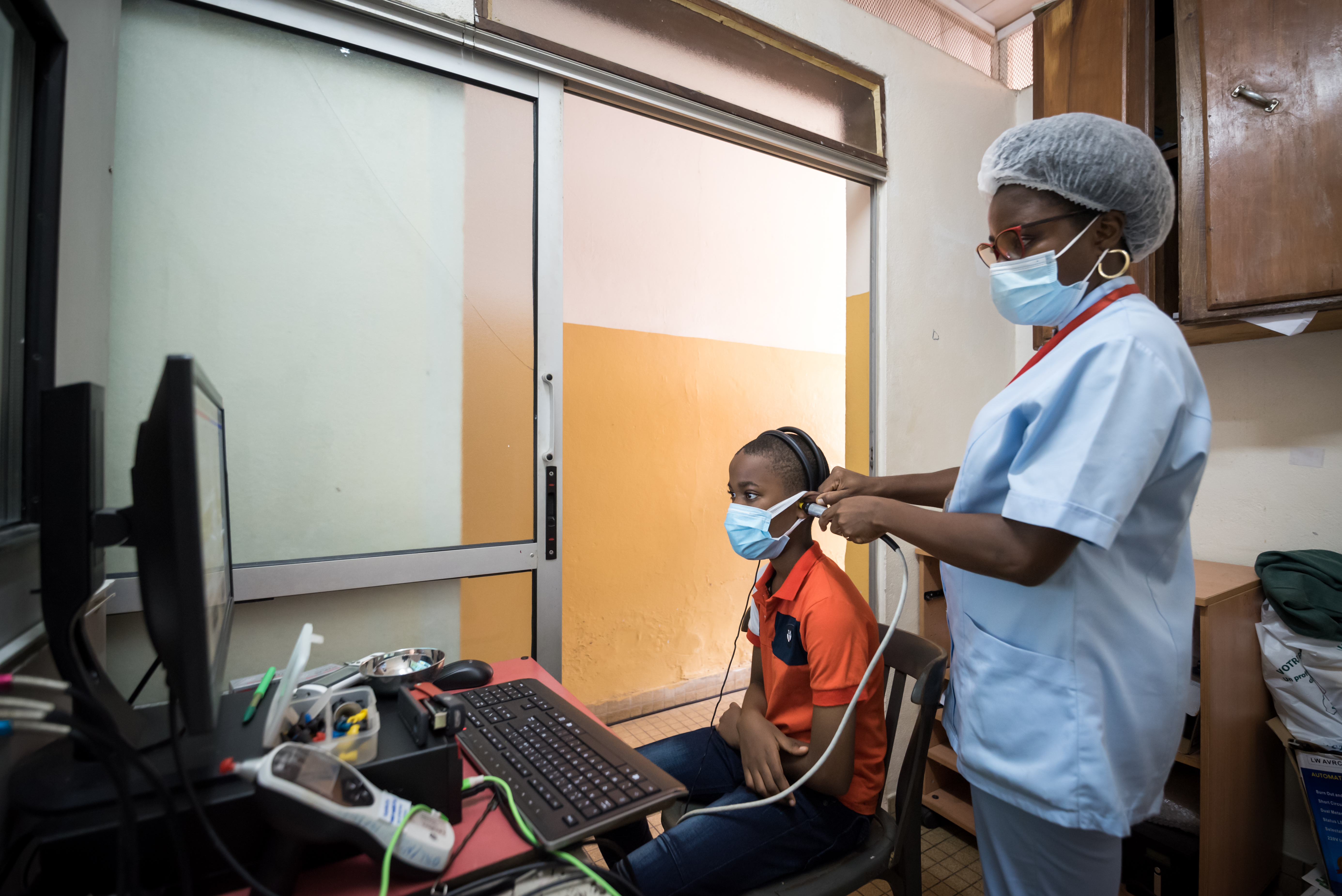
Timpanometrie.

Tympanometrie is in de geneeskunde een onderzoekstechniek waarbij men de compliantie van het trommelvlies meet.
De compliantie is de mate waarin het trommelvlies meegeeft met drukveranderingen bij verschillende frequenties. De meting wordt verricht door de gehoorgang met een aan het apparaat vastzittend knopje hermetisch af te sluiten en dan kleine volumeveranderingen in  de gehoorgang aan te brengen en te kijken hoe de druk hierop reageert. Kan het trommelvlies goed meebewegen met de volumeverandering dan blijft de druk laag, is het star dan leiden kleine volumeveranderingen tot grote drukken. Is het trommelvlies geperforeerd dan is de drukverandering zeer laag omdat het volume van het middenoor mee gaat tellen. 
Hiermee kan eenvoudig worden vastgesteld of een middenoor vol met vocht of slijm zit, of dat er een trommelvliesperforatie bestaat. 